# Laposnyatelep
Laposnyatelep (románul: Lăpușna) falu Romániában, Erdélyben, Maros megyében.

## Története

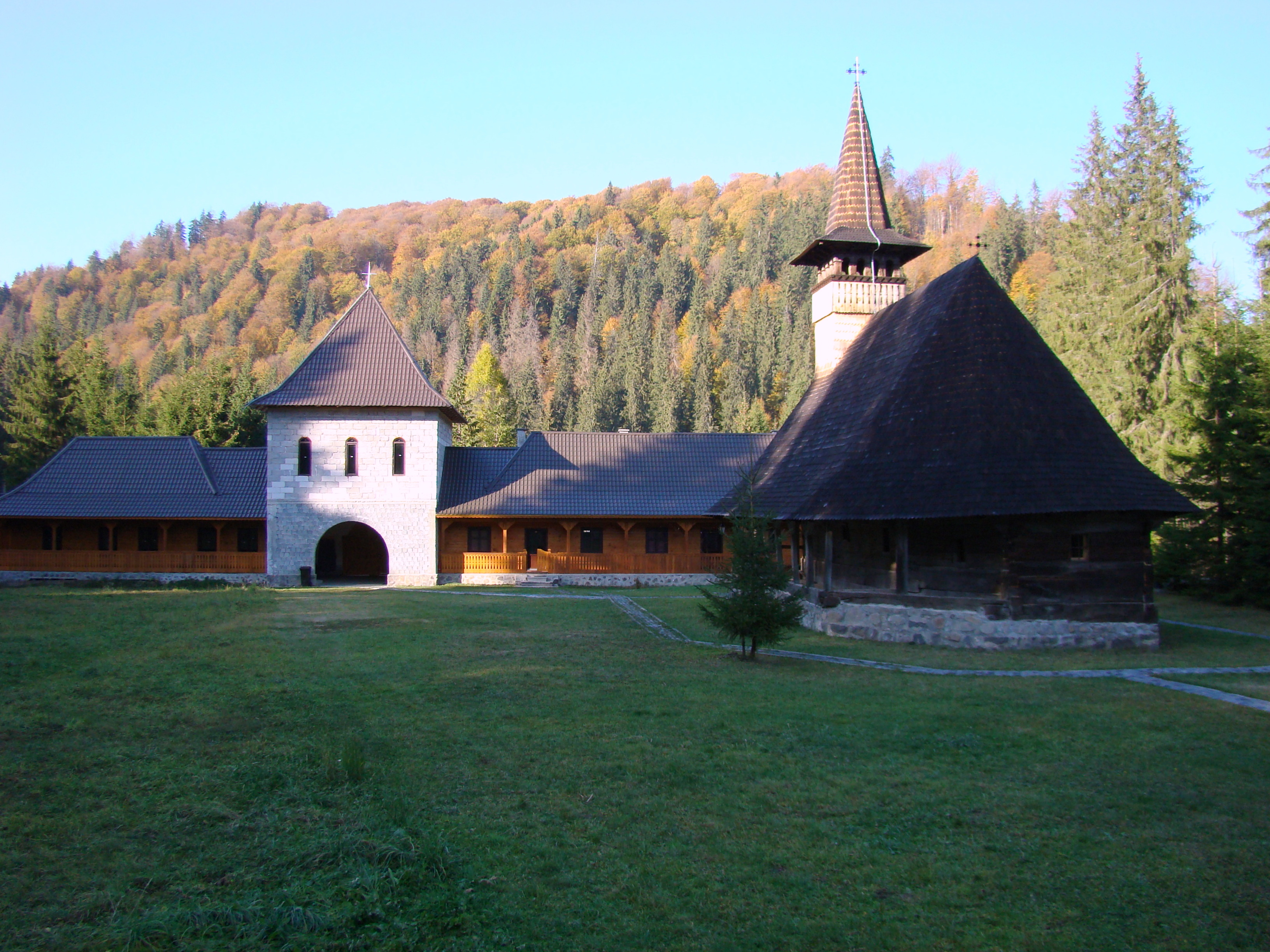
Szent Miklós ortodox templom

Libánfalva község része, itt keletkezik a Görgény folyó. A trianoni békeszerződésig Maros-Torda vármegye Régeni alsó járásához tartozott. A település lakossága az 1960-as években ugrott meg, amikor is sorra nyári táborokat, kirándulásokat kezdtek szervezni a területre. Pénz és fejlesztés hiányában azonban a korábbi üdülőparadicsom elnéptelenedett, az utak tönkrementek, a lakók pedig nem tudván miből megélni, elmentek. 1966-ban a falu 869 fős összlakosságának majdnem egynegyede, 201 fő magyar volt, 1977-re pedig a 79 főnek több mint fele, 45 fő volt magyar. 2002-re a falu gyakorlatilag elnéptelenedett.

## Népessége
2002-ben 1 lakosa volt, 2011-re elnéptelenedett.